# Reintegracja społeczna
Reintegracja społeczna – działalność mająca odbudowywać oraz umacniać u osób objętych takimi działaniami, umiejętności uczestniczenia w życiu społecznym oraz pełnienia ról społecznych w miejscu pracy, życia i pobytu.
Reintegracja jest realizowana przede wszystkim przez centra i kluby integracji społecznej, a także działalność zatrudniania wspieranego. Może mieć charakter samopomocowy.